# 伊泽斯特
伊泽斯特（法語：Izeste，法語發音：[izɛst]）是法国大西洋比利牛斯省的一个市镇，位于该省东南部，属于奥洛龙-圣玛丽区。

## 地理
伊泽斯特（43°5'31"N, 0°25'33"W）面积6.84 平方千米，位于法国新阿基坦大区大西洋比利牛斯省，该省份为法国东南部省份，涵盖了贝阿恩与北巴斯克，西临大西洋比斯開灣，北至朗德省，东北接热尔省，东临上比利牛斯省，南与西班牙接壤。
与伊泽斯特接壤的市镇（或旧市镇、城区）包括：比耶勒、阿吕迪、比耶尔、卢维瑞宗。

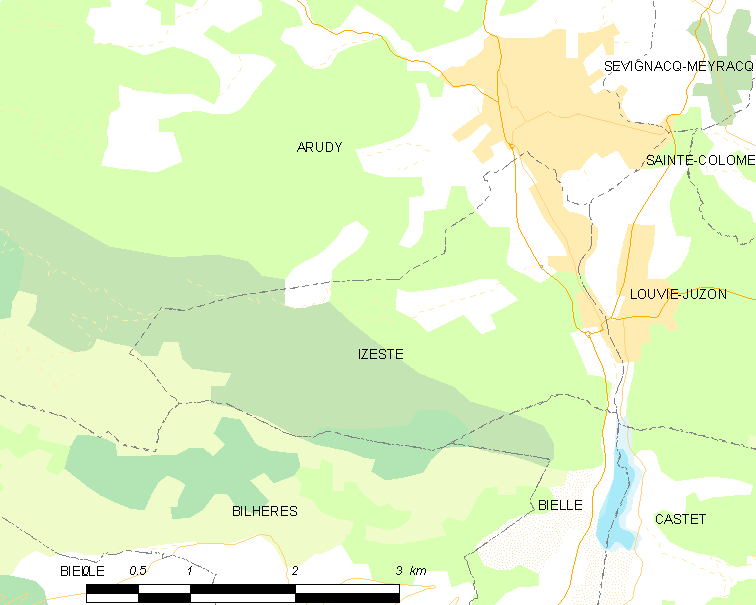
伊泽斯特的OSM定位图

伊泽斯特的时区为UTC+01:00、UTC+02:00（夏令时）。

## 行政
伊泽斯特的邮政编码为64260，INSEE市镇编码为64280。

## 政治
伊泽斯特所属的省级选区为奥洛龙-圣玛丽第二县。

## 人口

1962-2008年间伊泽斯特人口变化图示

伊泽斯特于2022年1月1日时的人口数量为441人。